# Reihenmischkultur
Die Reihenmischkultur ist eine von der Gärtnerin Gertrud Franck (* 25. September 1905; † 18. April 1996) entwickelte Form des Gemüseanbaus, bei der über einen sorgfältig geplanten Anbau von Haupt-, Zwischen-, Vor- und Nachkultur zur Verfügung stehendes Gartengelände intensiv genutzt wird. Ziel ist es, die Prinzipien der Mischkultur und der Fruchtfolge im Hausgarten optimal umzusetzen.
Kultiviert werden die Pflanzen nicht auf verschiedenen Beeten, sondern auf einem zusammenhängenden Gartenstück ohne die bei Beeten üblichen Ränder und Wege. Das Beet wird mit Hilfe von Brettern betreten, die nach der Gartenarbeit wieder entfernt werden, so dass keine verdichteten Trittwege entstehen.
Der Anbau des Gemüses und der Kräuter erfolgt auf dem Gartenstück konventionell in Reihen. In einer Reihe wird grundsätzlich eine Gemüseart angebaut; gelegentlich werden aber auch innerhalb einer Reihe verschiedene Gemüsearten mit einer einheitlichen Kulturdauer gemischt. Auf jede Reihe folgt eine weitere Reihe mit Pflanzen einer anderen Kulturdauer, wobei darauf zu achten ist, dass die Pflanzen benachbarter Reihen sich positiv beeinflussen (Mischkultur).
Unter Berücksichtigung der unterschiedlichen Reifezeiten und Kulturdauern der für den Hausgarten in Betracht kommenden Gemüsearten hat Gertrud Franck die Kulturpflanzen in A-, B- und C-Kulturen eingeteilt. 
A-Kulturen sind langsam wachsende Gemüsearten. Sie belegen das Beet ganzjährig ab etwa Mitte Mai bis zum Jahresende. Beispielhaft zu nennen sind für diese Gruppe Tomaten, Spätkohlarten, Gurken und Stangenbohnen. A-Kulturen erlauben zumeist eine Vorkultur in der Reihe von schnell wachsenden Pflanzen, die das Beet bereits Ende April bis spätestens Anfang Mai wieder räumen. Pflanzen dieser Gruppe werden in a-Reihen angebaut.
B-Kulturen wie Zwiebeln, Erbsen, Lauch, Möhren, Buschbohnen oder Frühkohl beanspruchen das Feld entweder in der ersten oder in der zweiten Hälfte des Gartenjahres. Die b-Reihen werden genau zwischen den a-Reihen angelegt.
C-Kulturen haben eine sehr kurze Kulturdauer bis zur Ernte. Hierzu gehören frühe Kartoffeln, Salate, Kohlrabi, Radieschen und frühe Rettiche. In den c-Reihen werden niedrige Gemüsearten mit geringem Platzbedarf und rascher Entwicklung angebaut, so dass eine mehrmalige Bestellung möglich ist. Die c-Reihen trennen die a- und b-Reihen voneinander.
Als Pflanzschema ergibt sich somit: c - a - c - b.
Zwischen den a-, b- und c-Reihen wird als Vorfrucht schon sehr früh im Jahr entweder Spinat oder an dessen Stelle die Stickstoff sammelnde Ackerbohne angebaut. Diese Vorfrucht wird entweder geerntet oder als Mulchmaterial abgehackt, sobald sie in ihrem Wachstum die übrigen Gemüsepflanzen beeinträchtigt.
Der Reihenabstand richtet sich nach dem Platzbedarf der Gemüsearten. Er kann folglich von Reihe zu Reihe variieren. Unterschiedliche Reihenabstände erschweren jedoch die Planung der Fruchtfolge, die von Jahr zu Jahr grundsätzlich durch Verschieben der Reihen um eine halbe Reihe auf die "Senfreihe" erfolgt. Es empfiehlt sich daher nicht nur für den Anfänger, feste Abstände von 50 Zentimetern von Reihe zu Reihe einzuhalten. In diesem Abstand kann dann auch wie von Gertrud Franck vorgesehen im Frühjahr im ganzen Garten der Spinat eingesät werden.
Typisch für eine Reihenmischkultur ist ständiges Mulchen, wozu entweder Rasenschnitt, Blattabfälle oder – als Mulchpflanze besonders geschätzt – die Arten der Beinwell-Gattung verwendet werden. Dies führt zu einem sehr lockeren, humusreichen Boden. 
Verglichen mit anderen traditionellen Anbaumethoden im Privatgarten wird mit dieser Methode auf einer gegebenen Gartenfläche sehr viel mehr Ertrag erwirtschaftet. Nachteilig ist der hohe Arbeits- und Planungsaufwand. Ist jedoch ein Gartenplan erst einmal erstellt und erprobt, reduziert sich der Aufwand erheblich, da das Prinzip der Fruchtfolge durch bloßes jährliches Verschieben der Reihen eingehalten werden kann.

## Lehrgärten, die Reihenmischkultur zeigen
- Thurner Hof in Köln-Dellbrück